# Octane (moteur de rendu)
Pour les articles homonymes, voir Octane (homonymie).
Octane, aussi appelé Octane Render, est un moteur de rendu 3D non biaisé et en temps réel. Créé par la société néo-zélandaise Refractive Software, il est acquis par OTOY le 13 mars 2012.
La version 1.0 sort le 28 novembre 2012. Octane est le premier moteur de rendu à lancer de rayons non biaisé disponible dans le commerce à utiliser pleinement le processeur graphique,,, lui donnant un avantage de vitesse significatif, et permettant aux utilisateurs de modifier plus facilement les scènes en temps réel.
Octane fonctionne exclusivement avec la technologie CUDA de Nvidia, utilisant uniquement les cartes graphiques Nvidia. La version 2019 est prévu de fonctionner sur Vulkan et sera donc capable de fonctionner sur les cartes graphiques AMD et Nvidia.